# Northern line (Londen)
De Northern line is een lijn van de Londense metro. Bij de opening in 1890 was dit de eerste elektrische metrolijn ter wereld. De lijn doorkruist Groot-Londen van noord naar zuid, heeft een totale lengte van 58 km, en bedient 52 stations, waarvan er 36 ondergronds liggen. Met 294 miljoen reizigers per jaar is de Northern Line de drukste lijn van het net. In het centrum van Londen zijn er twee parallelle routes, waardoor de lijn een gecompliceerde structuur en dienstuitvoering heeft (→ kaart). De Northern line is een "deep-level"-lijn, wat wil zeggen dat hij gebruikmaakt van diepgelegen geboorde tunnels. De ligging is grotendeels ondergronds, maar de Northern line verloopt ten noorden van de stations Golders Green respectievelijk East Finchley bovengronds. De lijn wordt op metrokaarten aangegeven met de kleur zwart.

## Geschiedenis

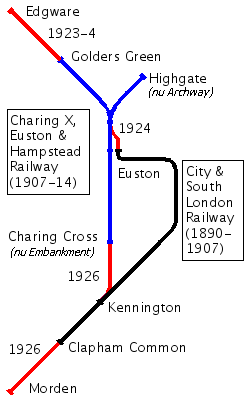
Historische ontwikkeling van de lijn

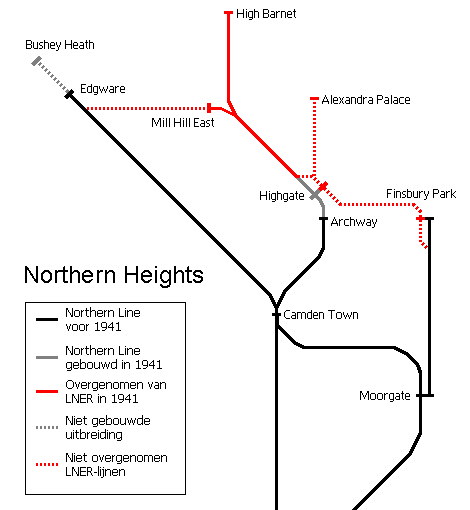
Uitbreiding naar de Northern Heights

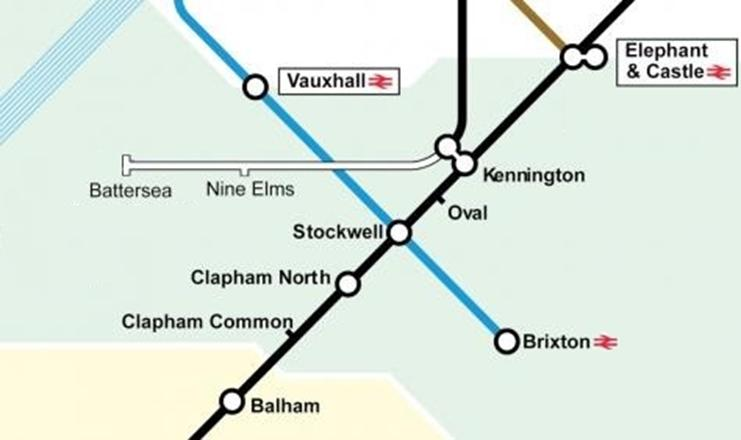
Uitbreiding naar Battersea Power Station

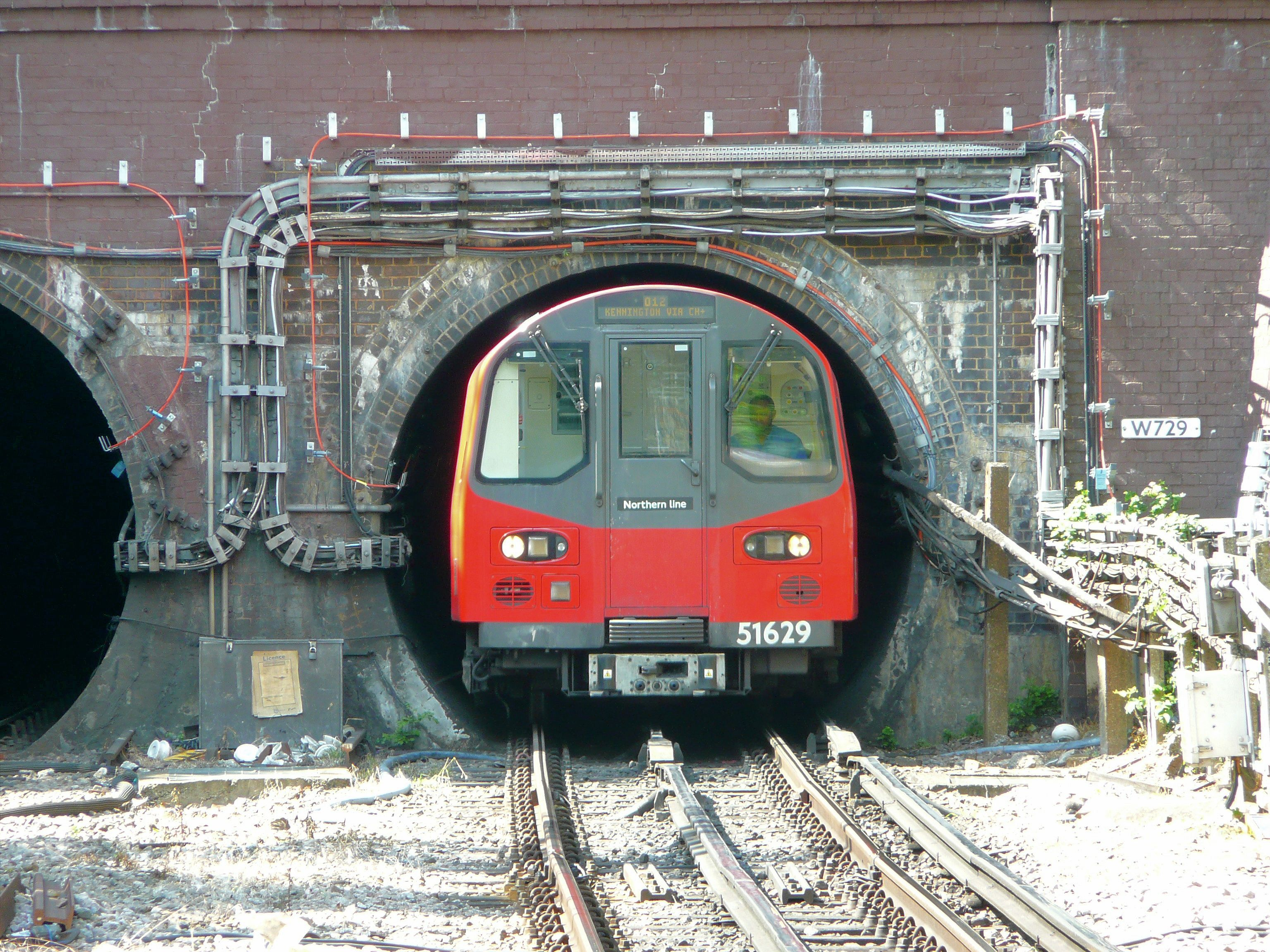
Waarom de Londense metro tube (buis) genoemd wordt is goed te zien bij deze trein van de Northern Line nabij station Hendon Central

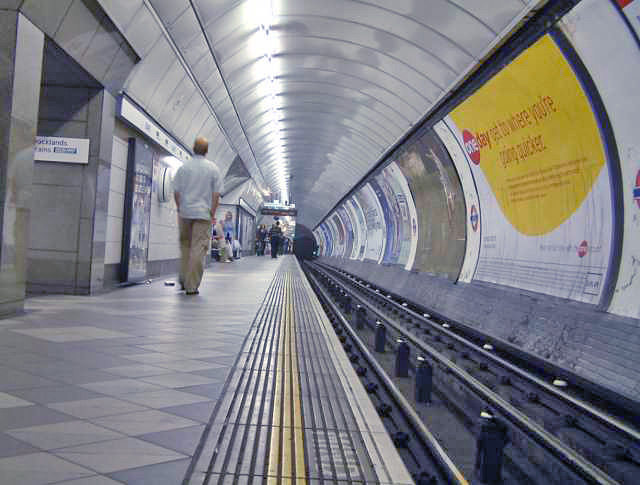
Perron van de Northern Line in station Bank

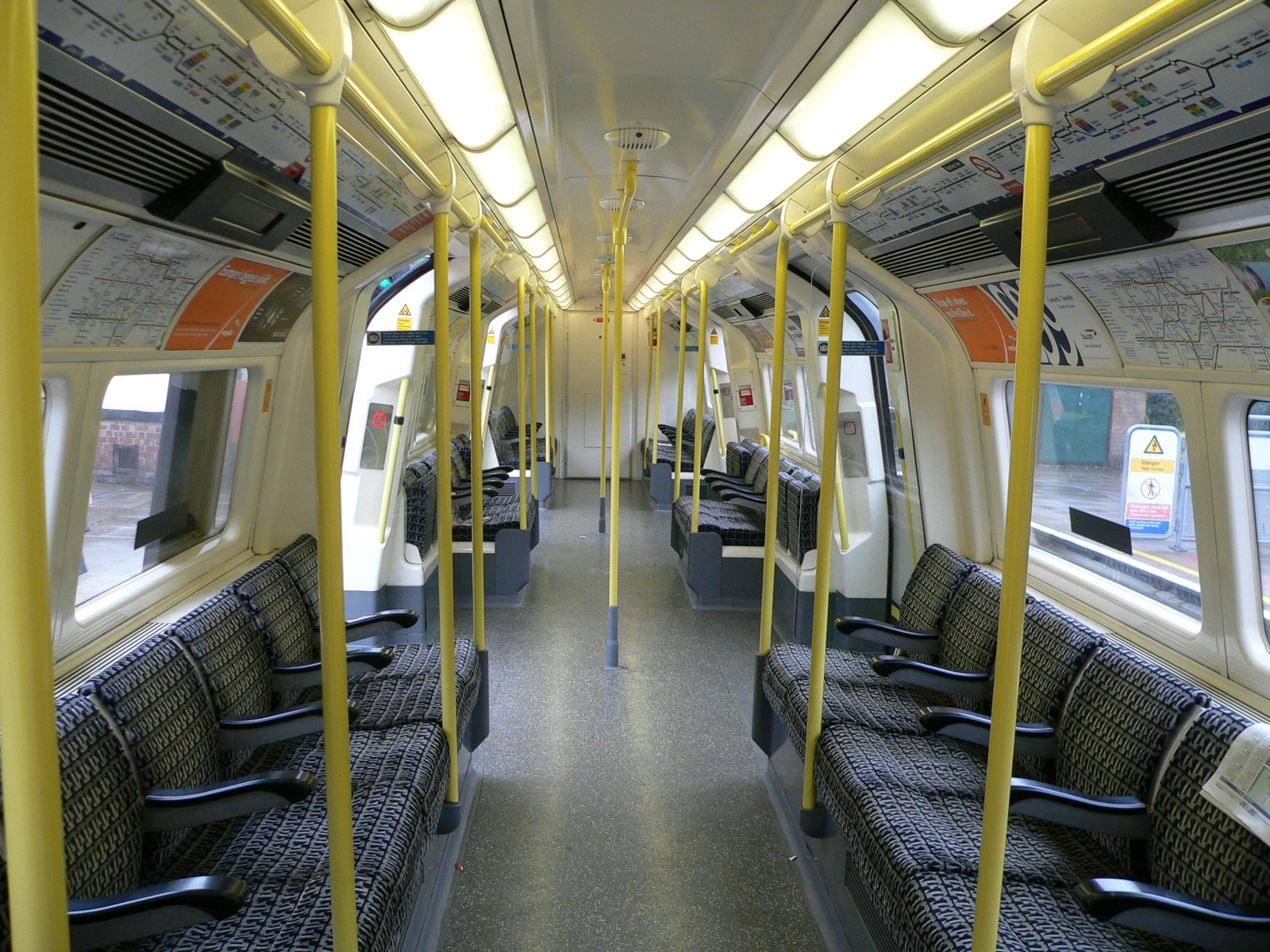
Interieur van een trein van de Northern Line

### Ontstaan van de Northern line

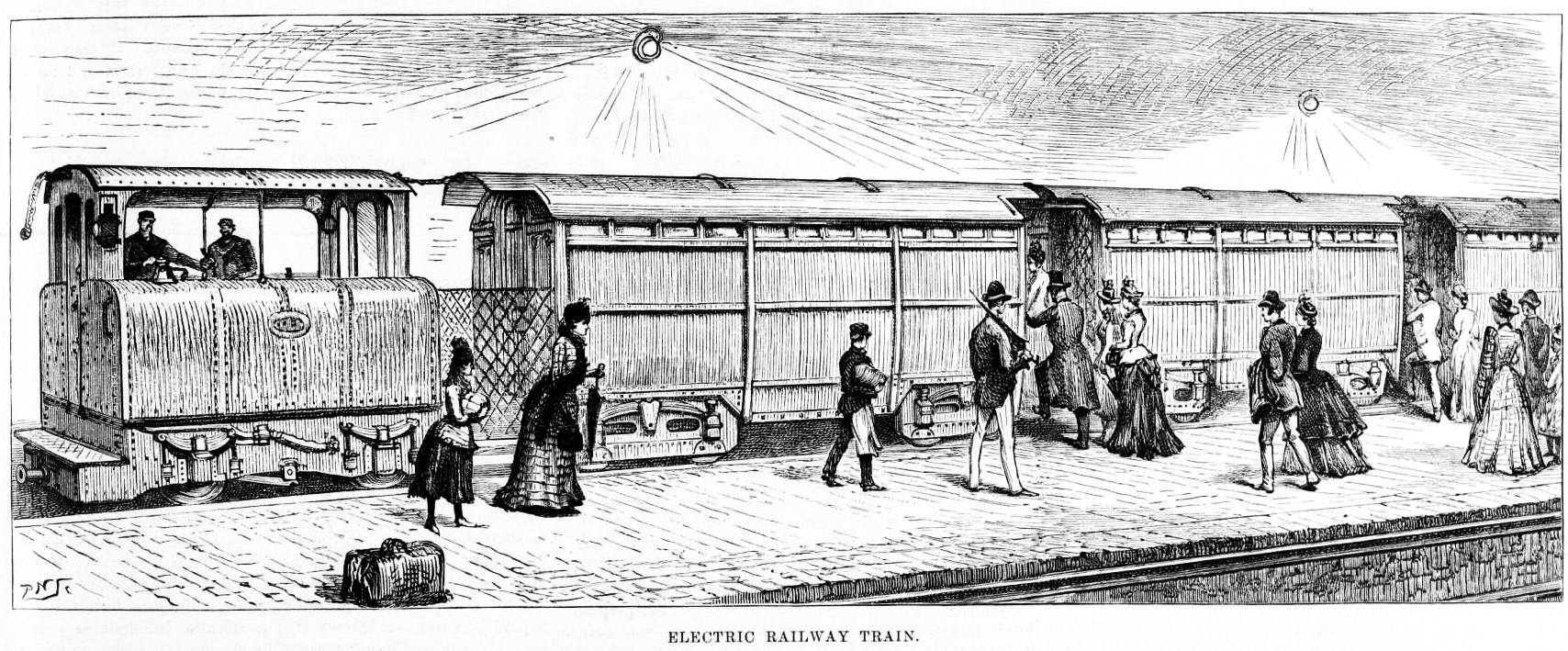
Trein van de City & South London Line in 1890

De Northern line ontstond door samenvoeging van twee lijnen die eerder zelfstandig werden geëxploiteerd. Op 18 december 1890 opende de City & South London Railway (C&SLR), de eerste deep-level-lijn van Londen en de eerste geëlektrificeerde metrolijn ter wereld. De tunnel werd gebouwd onder supervisie van James Henry Greathead, die eerder verantwoordelijk was geweest voor de aanleg van de Tower Subway. De lijn verbond de zuidoever van de Theems met de City en liep van Stockwell naar King William Street. De eerste uitbreidingen van de lijn volgden tien jaar na de opening: in het noorden tot Moorgate (25 februari 1900) en in het zuiden naar Clapham Common (3 juni 1900). Het krappe en ongunstig gelegen station King William Street werd hierbij gesloten en vervangen door station Bank. Op 17 november 1901 werd de lijn met één station verlengd van Moorgate naar Angel en op 12 mei 1907 werd station Euston bereikt.
Op 22 juni 1907 werd de Charing Cross, Euston & Hampstead Railway (CCE&HR) (ook Hampstead Tube genoemd) in gebruik genomen. De lijn liep van station Strand (nu Charing Cross) naar Camden Town, waar hij zich splitste in een tak naar Golders Green en een tak naar Highgate (nu Archway). Op 6 april 1914 werd de CCE&HR in het zuiden met één station verlengd naar Embankment (toen nog Charing Cross geheten), waar op de District line kon worden overgestapt.
In 1913 kwamen beide lijnen in eigendom van dezelfde maatschappij, waardoor ze met elkaar verbonden konden worden. Tussen 1922 en 1924 werden de tunnels van de C&SLR aangepast aan het standaard dwarsprofiel, waarvoor de lijn geheel stilgelegd moest worden. Ondertussen werd de CCE&HR op 19 november 1923 in het noorden verlengd naar Hendon Central. Op 20 april 1924 werden de lijnen uiteindelijk aan elkaar gekoppeld met de openstelling van het tracé Euston - Camden Town. Vervolgens werd de noordwestelijke tak op 18 augustus 1924 voltooid met de verlenging van Hendon Central naar Edgware. In het zuiden kwam op 13 september 1926 een nieuw traject in dienst tussen Embankment en Kennington, waardoor de takken aan beide zijden met elkaar verbonden waren; tegelijkertijd werd de lijn verlengd van Clapham Common naar Morden, het huidige zuidelijke eindpunt. De lijn die nu was ontstaan kreeg de naam Morden–Edgware line, hoewel men ook, naar het voorbeeld van de Bakerloo line, samentrekkingen als Edgmorden en Medgware overwoog. Sinds 1937 wordt de naam Northern line gebruikt.
Na de nationalisering van de spoorwegen in 1933 werd ook de Northern City Line, tussen Moorgate en Finsbury Park, deel van de Northern line, hoewel beide lijnen niet met elkaar verbonden waren.

### New Works Programme: verlenging naar deNorthern Heights
In juni 1935 kwam het Londense vervoerbedrijf met een ambitieus uitbreidingsplan voor de Northern line. Het behelste de integratie in het metronet van een bestaande spoorlijn van de London and North Eastern Railway (LNER) over de Northern Heights. Deze lijn uit de jaren 1860-1870 liep van Finsbury Park via Highgate naar Edgware, met takken naar Alexandra Palace en High Barnet, en werd bereden door stoomtreinen. Na elektrificatie zou de lijn op drie punten met de Northern line verbonden worden: tussen de Northern City line en het bovengrondse station Finsbury Park, tussen Highgate en East Finchley door een diepe tunnel en met een kleine omlegging van het spoor nabij station Edgware. Daarnaast zou de lijn naar het noorden verlengd worden tot Bushey Heath.
De bouwwerkzaamheden startten aan het eind van de jaren dertig, maar moesten vanwege de Tweede Wereldoorlog stilgelegd worden. De tunnel naar East Finchley en de tak naar High Barnet waren al zo ver gereed dat het werk hier door mocht gaan en het tracé in twee stappen in 1939 en 1940 in gebruik kon worden genomen. Ten westen van Finchley Central werd in 1941 één spoor geëlektrificeerd tot Mill Hill East, om de kazerne aldaar te bedienen. Van verdere uitbreiding zou het niet meer komen. Na de oorlog was het gebied ten noorden van Edgware onderdeel van de "groene gordel" om Londen geworden, waardoor de verlenging tot Bushy Heath geen zin meer had.
In 1954 werd de oude LNER-lijn van Finsbury Park naar Alexandra Palace gesloten. Langs het tracé ligt nu een wandel- en fietsroute, maar lokale inwoners zetten zich in voor heropening van de lijn als lightrail. De stations op de tak naar High Barnet verraden door hun bouwstijl nog altijd hun voorgeschiedenis als deel van het voorstadsnetwerk.

### Ontwikkelingen na 1975
In 1975 werd de Northern City line van Moorgate naar Finsbury Park, inmiddels Highbury branch geheten, weer onderdeel van het hoofdnet van de spoorwegen. De lijn, die vanaf Finsbury Park doorrijdt naar bestemmingen in Hertfordshire, wordt geëxploiteerd door Great Northern, onderdeel van Govia Thameslink Railway.
De Northern line had in de jaren tachtig en negentig een slechte reputatie, onder meer door het oude materieel dat er dienstdeed, waardoor de lijn wel "misery line" werd genoemd. Tussen januari 2003 en mei 2010 werd de Northern line geëxploiteerd door middel van publiek-private samenwerking (PPS). De infrastructuur en de treinen werden beheerd door het bedrijf Tube Lines, terwijl de reizigersdienst door Transport for London (TfL) werd uitgevoerd. Inmiddels worden beide diensten verzorgd door TfL.

### Tak naar Battersea (2021)
Van 2015 tot 2021 werd gewerkt aan een nieuwe tak van de Northern line naar Battersea. Vanaf Kennington werden twee parallelle 3,22 km lange tunnels in westelijke richting geboord. Er werden twee stations aan deze tak voorzien, Nine Elms en Battersea Power Station, met de mogelijkheid om de lijn in de toekomst te verlengen naar het multimodaal verkeersknooppunt van Clapham Junction. Deze uitbreiding ging eerst eind 2020 gereed zijn, maar werd uitgesteld tot de opening op 20 september 2021. De dienstuitvoering werd als volgt: treinen vanaf Battersea Power Station rijden via Charing Cross naar Edgware. De City-tak van de Northern line wordt bereden door treinen van Morden naar High Barnet/Mill Hill East. Daarnaast rijden treinen van Morden via Charing Cross naar het noorden rijden.

### Verbouwing station Bank (2022)
Station Bank kon de grote drukte niet meer aan. Daarom is dit station in 2022 flink uitgebreid en beter verbonden met station Monument. Het southbound perron van de Northern line werd ook gebruikt door reizigers als loopverbinding tussen deze stations, terwijl het perron al vrij smal was. Daarom is een extra tunnel voor de Northern line (southbound) van 570 meter lang om de bestaande perrontunnel heen geboord met een breed perron. Op de plaats van het oude perron en het spoor is nu de looproute tussen de stations Bank en Monument gekomen. Om dit werk uit te voeren werd van 15 januari tot 15 mei 2022 de City-tak van de Northern line gesloten. Station Bank heeft meer liften (2) en roltrappen (12), twee loopbanden en een nieuwe stationsingang in Cannon Street gekregen. De afronding van alle werkzaamheden was gereed op 27 februari 2023.

## Dienstuitvoering (2022)
De structuur van de Northern line is zeer complex. In het stadscentrum heeft de lijn twee routes, de City branch (via London Bridge en Bank) en de Charing Cross branch (via Waterloo en Charing Cross), die aan beide zijden weer bij elkaar komen, en in het noorden splitst de lijn zich in drie takken. Ten zuiden van station Camden Town bevindt zich een wisselcomplex waar de twee centrale takken samenkomen en zich direct weer splitsen.
Voorbeeld
Dit brengt een ingewikkeld dienstenpatroon met zich mee, dat bovendien verschilt per dagdeel. Allerlei combinaties van trajecten zijn mogelijk. Voorbeeld: sinds september 2021 (opening van de Battersea zijtak) is het dienstregelingpatroon in de ochtendspits in de noord-zuidrichting per uur:
- 4 treinen van Edgware naar Kennington via Charing Cross
- 2 van Edgware naar Morden via Charing Cross
- 12 van Edgware naar Morden via Bank
- 4 van High Barnet naar Kennington via Charing Cross
- 6 van High Barnet naar Battersea Power Station via Charing Cross
- 2 van High Barnet naar Morden via Charing Cross
- 8 van High Barnet naar Morden via Bank
- 1 van Mill Hill East naar Kennington via Charing Cross
- 1 van Mill Hill East naar Battersea Power Station via Charing Cross
- 2 van Mill Hill East naar Morden via Bank

Hierdoor zijn er op deeltrajecten per uur:
- 20 treinen tussen High Barnet en Finchley Central
- 4 tussen Mill Hill East en Finchley Central
- 24 tussen Finchley Central en Camden Town
- 24 tussen Edgware en Camden Town
- 20 tussen Camden Town en Kennington via Charing X
- 22 tussen Camden Town en Kennington via Bank
- 24 tussen Kennington en Morden
- 6 tussen Kennington en Battersea Power Station

## Materieel

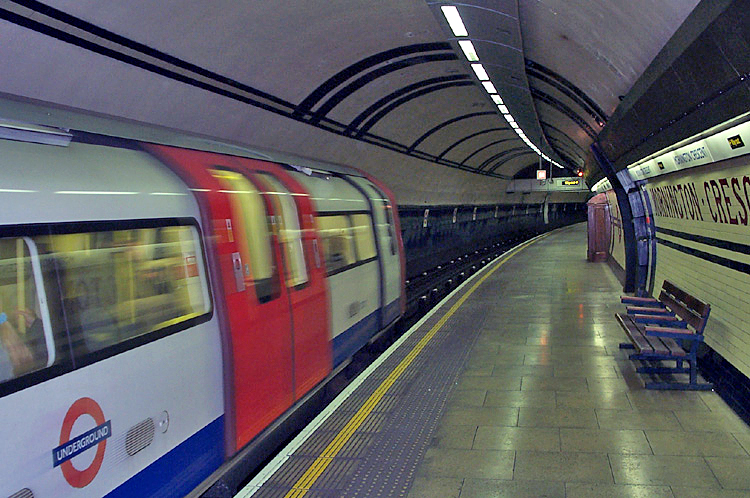
Modern materieel in station Mornington Crescent

De dienst op de Northern line wordt uitgevoerd met treinen van het Type 1995, momenteel het op 2 na modernste materieel van de Londense metro. Tussen 1998 en 2001 zijn er in totaal 106 zesrijtuigtreinen afgeleverd, ter vervanging van het ruim 35 jaar oude Type 1959 en Type 1962-materieel en het minder oude Type 1972. De nieuwe treinen werden in Birmingham gebouwd door Alstom.
De treinen bieden plaats aan 914 passagiers. In totaal 200 zitplaatsen bevinden zich tegenover elkaar langs de wanden, waardoor er veel ruimte is om te staan. Elk rijtuig is 17,77 m lang en beschikt over twee dubbele deuren in het midden en twee enkele deuren aan de uiteinden, met uitzondering van de koprijtuigen, die slechts één enkele deur hebben. Er zijn aparte plaatsen gereserveerd voor rolstoelgebruikers. Elk rijtuig is voorzien van een aantal elektronische informatieschermen en de stations worden automatisch omgeroepen. Tussen de rijtuigen bestaat er geen doorgangsmogelijkheid.
Voor onderhoud en stalling zijn depots aanwezig bij de stations Golders Green, Morden, Highgate en Edgware.

In 2020 werd geopperd dat de gehele vloot Jubilee line 1996TS stock treinen overgeplaatst zouden moeten worden, vanwege de vraag naar een hele nieuwe vloot van 73 treinen op de Jubilee Line. Het is afwachten of dit statement meer van zich laat horen, de Jubilee line vloot bestaat momenteel uit 64 treinen en zal daarom de capaciteit op de Northern line flink verhogen, mocht dit plan van start gaan.

## Stations
Gesloten stations staan cursief in de lijst
| West                    | Oost                     | Overstappunt | Foto * | Type                         | Geopend           | Ligging                       | Opmerkingen |
| ----------------------- | ------------------------ | ------------ | ------ | ---------------------------- | ----------------- | ----------------------------- | --- |
|                         | High Barnet              |              | 1 !    | Maaiveld                     | 1 april 1872      | 51° 39′ 2″ NB, 0° 11′ 39″ WL  | metro sinds 14 april 1940 |
|                         | Totteridge and Whetstone |              | 2 !    | Uitgraving                   | 1 april 1872      | 51° 37′ 50″ NB, 0° 10′ 50″ WL | metro sinds 14 april 1940 |
|                         | Woodside Park            |              | 3 !    | Maaiveld                     | 1 april 1872      | 51° 37′ 5″ NB, 0° 11′ 8″ WL   | metro sinds 14 april 1940 |
|                         | West Finchley            |              | 4 !    | Maaiveld                     | 1 maart 1933      | 51° 36′ 34″ NB, 0° 11′ 18″ WL | metro sinds 14 april 1940 |
| Mill Hill East          | ↑↓                       |              | 5 !    | Talud                        | 22 augustus 1867  | 51° 36′ 30″ NB, 0° 12′ 37″ WL | metro sinds 18 mei 1941 |
| Finchley Central        | Finchley Central         |              | 6 !    | Uitgraving                   | 22 augustus 1867  | 51° 36′ 4″ NB, 0° 11′ 36″ WL  | metro sinds 14 april 1940 |
|                         | East Finchley            |              | 7 !    | Talud                        | 22 augustus 1867  | 51° 35′ 14″ NB, 0° 9′ 54″ WL  | metro sinds 3 juli 1939 |
|                         | Highgate                 |              | 8 !    | Dubbelgewelfdstation         | 22 augustus 1867  | 51° 34′ 40″ NB, 0° 8′ 45″ WL  | metro sinds 3 juli 1939 |
|                         | Archway                  |              | 9 !    | Dubbelgewelfdstation         | 22 juni 1907      | 51° 33′ 56″ NB, 0° 8′ 6″ WL   | Geopend als Highgate, 11 juni 1939 omgedoopt in Archway (Highgate), op 19 januari 1941 in Highgate (Archway) sinds december 1947 Archway.                                                                                          |
|                         | Tufnell Park             |              | 10 !   | Dubbelgewelfdstation         | 22 juni 1907      | 51° 31′ 24″ NB, 0° 15′ 35″ WL | |
|                         | Kentish Town             |              | 11 !   | Dubbelgewelfdstation         | 22 juni 1907      | 51° 33′ 3″ NB, 0° 8′ 27″ WL   | |
|                         | South Kentish Town       |              | 12 !   | Dubbelgewelfdstation         | 22 juni 1907      | 51° 32′ 43″ NB, 0° 8′ 30″ WL  | Gesloten op 5 juni 1924 |
| Edgware                 | ↑↓                       |              | 13 !   | Maaiveld                     | 18 augustus 1924  | 51° 36′ 50″ NB, 0° 16′ 27″ WL | |
| Burnt Oak               | ↑↓                       |              | 14 !   | Maaiveld                     | 27 oktober 1924   | 51° 36′ 10″ NB, 0° 15′ 50″ WL | |
| Colindale               | ↑↓                       |              | 15 !   | Uitgraving                   | 18 augustus 1924  | 51° 30′ 26″ NB, 0° 20′ 20″ WL | |
| Hendon Central          | ↑↓                       |              | 16 !   | Uitgraving                   | 19 November 1923  | 51° 34′ 59″ NB, 0° 13′ 34″ WL | |
| Brent Cross             | ↑↓                       |              | 17 !   | Talud                        | 19 November 1923  | 51° 34′ 36″ NB, 0° 12′ 49″ WL | |
| Golders Green           | ↑↓                       |              | 18 !   | Talud                        | 22 juni 1907      | 51° 34′ 21″ NB, 0° 11′ 39″ WL | |
| North End               | ↑↓                       |              | 19 !   | Dubbelgewelfdstation         | niet              | 51° 34′ 8″ NB, 0° 10′ 56″ WL  | De bouw begon in 1903 maar werd in 1906 gestaakt. Alleen de perrontunnels en toegangen op 67 meter onder het maaiveld zijn gebouwd.                                                                                                |
| Hampstead               | ↑↓                       |              | 20 !   | Dubbelgewelfdstation         | 22 juni 1907      | 51° 33′ 25″ NB, 0° 10′ 42″ WL | Het diepste metrostation van Londen, 58,5 meter onder het maaiveld. |
| Belsize Park            | ↑↓                       |              | 21 !   | Dubbelgewelfdstation         | 22 juni 1907      | 51° 33′ 1″ NB, 0° 9′ 52″ WL   | |
| Chalk Farm              | ↑↓                       |              | 22 !   | Dubbelgewelfdstation         | 22 juni 1907      | 51° 32′ 39″ NB, 0° 9′ 12″ WL  | |
| Camden Town             | Camden Town              |              | 23 !   | Dubbelgewelfdstation         | 22 juni 1907      | 51° 32′ 21″ NB, 0° 8′ 33″ WL  | |
| Mornington Crescent     | ↑↓                       |              | 24 !   | Dubbelgewelfdstation         | 22 juni 1907      | 51° 32′ 4″ NB, 0° 8′ 19″ WL   | |
| Euston                  | Euston                   |              | 25 !   | Dubbelgewelfdstation         | 22 juni 1907      | 51° 31′ 44″ NB, 0° 8′ 5″ WL   | |
| Warren Street           | ↑↓                       |              | 26 !   | Dubbelgewelfdstation         | 22 juni 1907      | 51° 31′ 29″ NB, 0° 8′ 18″ WL  | |
| Goodge Street           | ↑↓                       |              | 25 !   | Dubbelgewelfdstation         | 22 juni 1907      | 51° 31′ 15″ NB, 0° 8′ 4″ WL   | |
| Tottenham Court Road    | ↑↓                       |              | 26 !   | Dubbelgewelfdstation         | 22 juni 1907      | 51° 30′ 58″ NB, 0° 7′ 51″ WL  | |
| Leicester Square        | ↑↓                       |              | 27 !   | Dubbelgewelfdstation         | 15 december 1906  | 51° 30′ 41″ NB, 0° 07′ 41″ WL | Sinds 22 juni 1907 onderdeel van CCE&HR, de latere Northern line |
| Charing Cross           | ↑↓                       |              | 28 !   | Dubbelgewelfdstation         | 22 juni 1907      | 51° 30′ 30″ NB, 0° 07′ 35″ WL | Op 22 juni 1907 geopend als Charing Cross, 6 april 1914 omgedoopt in Charing Cross (Strand), 9 mei 1915 omgedoopt in Strand, 16 juni 1973 gesloten. Samengevoegd met Trafalgar Square en heropend als Charing Cross op 1 mei 1979. |
| Embankment              | ↑↓                       |              | 29 !   | Dubbelgewelfdstation         | 30 mei 1870       | 51° 30′ 41″ NB, 0° 07′ 41″ WL | Sinds 6 april 1914 onderdeel van CCE&HR, de latere Northern line |
| Waterloo                | ↑↓                       |              | 30 !   | Dubbelgewelfdstation         | 8 augustus 1898   | 51° 30′ 9″ NB, 0° 5′ 38″ WL   | 8 aug 1898 geopend voor Waterloo & City line 10 mrt 1906 Bakerloo line toegevoegd 13 sep 1926 Northern line toegevoegd 17 sep 1999 Jubilee line toegevoegd                                                                         |
| ↑↓                      | King's Cross St. Pancras |              | 31 !   | Dubbelgewelfdstation         | 10 januari 1863   | 51° 31′ 49″ NB, 0° 7′ 27″ WL  | Sinds 12 mei 1907 onderdeel van C&SLR, de latere Northern line |
| ↑↓                      | Angel                    |              | 32 !   | Dubbelgewelfdstation         | 17 november 1901  | 51° 31′ 58″ NB, 0° 6′ 22″ WL  | |
| ↑↓                      | City Road                |              | 33 !   | Dubbelgewelfdstation         | 17 november 1901  | 51° 31′ 47″ NB, 0° 5′ 51″ WL  | Gesloten 8 augustus 1922 |
| ↑↓                      | Old Street               |              | 34 !   | Dubbelgewelfdstation         | 17 november 1901  | 51° 31′ 34″ NB, 0° 5′ 16″ WL  | |
| ↑↓                      | Moorgate                 |              | 35 !   | Dubbelgewelfdstation         | 23 december 1865  | 51° 28′ 46″ NB, 0° 8′ 31″ WL  | Sinds 25 februari 1900 onderdeel van de C&SLR, de latere Northern line |
| ↑↓                      | Bank                     |              | 37 !   | Dubbelgewelfdstation         | 6 oktober 1884    | 51° 30′ 48″ NB, 0° 5′ 19″ WL  | Sinds 25 februari een station van de C&SLR, de latere Northern line |
| ↑↓                      | London Bridge            |              | 38 !   | Dubbelgewelfdstation         | 25 februari 1900  | 51° 30′ 20″ NB, 0° 5′ 12″ WL  | 7 okt 1999 Jubilee line toegevoegd |
| ↑↓                      | Borough                  |              | 39 !   | Dubbelgewelfdstation         | 18 december 1890  | 51° 30′ 4″ NB, 0° 5′ 38″ WL   | |
| ↑↓                      | Elephant & Castle        |              | 40 !   | Dubbelgewelfdstation         | 18 december 1890  | 51° 29′ 44″ NB, 0° 6′ 2″ WL   | |
| Kennington              | Kennington               |              | 41 !   | Dubbelgewelfdstation         | 18 december 1890  | 51° 29′ 19″ NB, 0° 6′ 20″ WL  | |
| Nine Elms               | ↑↓                       |              | 42 !   | Ondiep gelegen zuilenstation | 20 september 2021 | 51° 28′ 48″ NB, 0° 7′ 43″ WL  | |
| Battersea Power Station | ↑↓                       |              | 43 !   | Ondiep gelegen zuilenstation | 20 september 2021 | 51° 28′ 46″ NB, 0° 8′ 31″ WL  | |
|                         | Oval                     |              | 45 !   | Dubbelgewelfdstation         | 4 november 1890   | 51° 28′ 55″ NB, 0° 6′ 45″ WL  | |
|                         | Stockwell                |              | 46 !   | Dubbelgewelfdstation         | 4 november 1890   | 51° 28′ 21″ NB, 0° 7′ 20″ WL  | 23 juli 1971 Victoria line toegevoegd |
|                         | Clapham North            |              | 47 !   | Enkelgewelfdstation          | 3 juni 1900       | 51° 27′ 54″ NB, 0° 7′ 48″ WL  | |
|                         | Clapham Common           |              | 48 !   | Enkelgewelfdstation          | 3 juni 1900       | 51° 27′ 42″ NB, 0° 8′ 19″ WL  | |
|                         | Clapham South            |              | 49 !   | Dubbelgewelfdstation         | 13 september 1926 | 51° 27′ 10″ NB, 0° 8′ 51″ WL  | |
|                         | Balham                   |              | 50 !   | Dubbelgewelfdstation         | 6 december 1926   | 51° 26′ 35″ NB, 0° 9′ 10″ WL  | |
|                         | Tooting Bec              |              | 51 !   | Dubbelgewelfdstation         | 13 september 1926 | 51° 26′ 9″ NB, 0° 9′ 35″ WL   | |
|                         | Tooting Broadway         |              | 52 !   | Dubbelgewelfdstation         | 13 september 1926 | 51° 25′ 40″ NB, 0° 10′ 6″ WL  | |
|                         | Colliers Wood            |              | 53 !   | Dubbelgewelfdstation         | 13 september 1926 | 51° 25′ 6″ NB, 0° 10′ 42″ WL  | |
|                         | South Wimbledon          |              | 54 !   | Dubbelgewelfdstation         | 13 september 1926 | 51° 24′ 56″ NB, 0° 11′ 31″ WL | |
|                         | Morden                   |              | 55 !   | Uitgraving                   | 13 september 1926 | 51° 24′ 8″ NB, 0° 11′ 41″ WL  | |

* De sorteerwaarde van de foto is de ligging langs de lijn